# جوليا جاتو مونتيكوني
جوليا جاتو مونتيكوني (بالإيطالية: Giulia Gatto-Monticone) مواليد 18 نوفمبر 1987، هي لاعبة كرة مضرب إيطالية تلعب باليد اليمنى وتحتل حالياً المرتبة 245 (13 أبريل 2015) في تصنيف رابطة محترفات كرة المضرب. أعلى تصنيف لها في الفردي كان 214. أعلى تصنيف لها في الزوجي كان المركز الـ 200 في سنة 2014.

## روابط خارجية
- جوليا جاتو مونتيكوني على موقع رابطة محترفات التنس (الإنجليزية)
- جوليا جاتو مونتيكوني على موقع الاتحاد الدولي لكرة المضرب (الإنجليزية)
- جوليا جاتو مونتيكوني على موقع خلاصة التنس.كوم (الإنجليزية)
- جوليا جاتو مونتيكوني على موقع إي إس بي إن.كوم (الإنجليزية)